# 吡哆胺
吡哆胺（英語：Pyridoxamine），分子式C8H12N2O2，是一种被称为维生素B6的化合物之一，另外两个分别是：吡哆醛与吡哆醇，它与吡哆醇的不同在于4位取代基为氨甲基而非羟甲基。